# Distretto di Mutoko
Il distretto di Mutoko è uno dei 9 distretti che compongono la Provincia del Mashonaland Orientale, in Zimbabwe. Ha una popolazione di 161.091 abitanti e una superficie di 4.050 Km². Il suo capoluogo è Mutoko.

## Demografia
| Censimento (Anno) | Popolazione     |
| ----------------- | --------------- |
| 2002              | 132.268         |
| 2012              | 146.127 (+1,0%) |
| 2022              | 161.091 (+1,0%) |